# 星りょう
星 りょう（ほし りょう、1984年12月22日 - ）は、日本のAV女優。
美形でスレンダー、美乳女優であった。現場でよくしゃべったりすることはなく、大人しくおしとやかな女優であった。

## 略歴
京都府出身。2004年にAVデビュー。

## 出演作品
- NEW FACE 38（2004年3月30日、KUKI） ※デビュー作
- COS! CHU! m!（2004年4月25日、KUKI）
- 教えてあげる （2004年5月24日、KUKI）
- B★Jean（2004年7月9日、桃太郎映像）※セルデビュー作
- 憧れの個人授業（2004年8月6日、桃太郎映像）
- アメニナルトキ…（2004年9月3日、桃太郎映像） ※初アナル作品
- キュートな笑顔の裏に潜む猥褻3話（2004年10月15日、桃太郎映像）
- Slave&Master（2004年11月5日、桃太郎映像） ※引退三部作1 ※初中出し作品
- 中出しスペシャル（2004年12月17日、桃太郎映像） ※引退三部作2
- M女、りょうちゃんのプライベートファック!（2005年1月14日、桃太郎映像）
- Finale（2005年1月28日、桃太郎映像） ※引退三部作3
- Another B★Jean（2005年7月8日、桃太郎映像） ※未発表作品

※以上、単独作品のみ
- スーパーデジタルモザイク中出しスペシャル（2007年8月7日、桃太郎映像）

※中出しスペシャルのモザイク改良版
- 陵辱 スーパーデジタルモザイク（2007年11月7日、桃太郎映像）

※Slave&Masterのモザイク改良版
- 無垢 スーパーデジタルモザイク（2008年2月7日、桃太郎映像）

※B★Jeanのモザイク改良版
- スーパーデジタルモザイク 艶戯（2008年4月7日、桃太郎映像）

※キュートな笑顔の裏に潜む猥褻3話のモザイク改良版
- KUKIピンクファイル あのピンクファイルで魅せる! 星りょう（2008年4月11日、KUKI）

※NEW FACE 38、COS! CHU! m!のモザイク改良版
- KUKIピンクファイル あのピンクファイルで魅せる!2nd 星りょう（2008年8月8日、KUKI）

※教えてあげると第1弾に未収録部分のモザイク改良版